# سوربیتول
سوربیتول یا گلوسیتول یک الکل قندی در بدن انسان است که به آهستگی متابولیزه می‌شود. این ماده از احیای گلوکز، با جانشینی گروه هیدروکسیل به جای آلدئیدها حاصل می‌شود. سوربیتول به‌صورت پودر نیز جهت ملین استفاده می‌شود و در آلو، سیب، گلابی و هلو وجود دارد.

## صنعت غذایی
سوربیتول به‌عنوان شیرین کننده، نگهدارنده رطوبت، بهبود دهنده، بافت ساز، نگهدارنده، عامل کلوخه نشدن در صنعت غذایی کاربرد دارد. همچنین این ماده به عنوان جایگزین شکر در تعدادی از غذاها، از جمله غذاهای کم کالری و بدون قند، و همچنین محصولات دارویی و بهداشت دهان و دندان، مانند خمیر دندان و آدامس استفاده می‌شود.

## سنتز سوربیتول
سوربیتول می‌تواند از طریق واکنش احیای گلوکز سنتز شود که در آن گروه آلدئید به گروه هیدروکسیل تبدیل می‌شود. این واکنش به نیکوتین‌آمید آدنین دی‌نوکلئوتید نیاز دارد که در تمام سلولهای بدن یافت می‌شود.
با این حال واکنش مذکور توسط آلدئید رداکتاز کاتالیز می‌شود. کاهش گلوکز اولین مرحله از مسیر پلی‌ال متابولیسم گلوکز است و در عوارض متعدد دیابت نقش دارد.
{\displaystyle {\ce {C6H12O6 + NADH + H+ ->[Aldehyde reductase] C6H14O6 + NAD^2+}}}

## اثرات نامطلوب پزشکی
افراد مبتلا به بیماری سلیاک درمان نشده اغلب سوء جذب سوربیتول را در نتیجه آسیب روده کوچک نشان می‌دهند. سوء جذب سوربیتول یک علت مهم برای تداوم علائم در بیمارانی است که قبلاً رژیم غذایی بدون گلوتن دارند. تست تنفس هیدروژن سوربیتول به عنوان ابزاری برای تشخیص بیماری سلیاک پیشنهاد شده است، زیرا همبستگی دقیقی بین مقدار برش و ضایعات روده وجود دارد. با این وجود، اگرچه ممکن است برای اهداف تحقیقاتی نشان داده شود، اما هنوز به عنوان یک ابزار تشخیصی در عمل بالینی توصیه نمی‌شود.
اشاره شده است که سوربیتول اضافه شده به پلی استایرن سولفونات سدیم (SPS، که در درمان هایپرکالمی استفاده می‌شود) می‌تواند عوارضی در دستگاه گوارش از جمله خونریزی، زخم‌های سوراخ شده روده بزرگ، کولیت ایسکمیک و نکروز روده بزرگ به ویژه در بیماران مبتلا به اورمی ایجاد کند. عوامل خطر آسیب ناشی از سوربیتول عبارتند از: سرکوب سیستم ایمنی، هیپوولمی، وضعیت پس از عمل، افت فشار خون پس از همودیالیز و بیماری عروق محیطی؛ بنابراین SPS-sorbitol باید با دقت در مدیریت هایپرکالمی استفاده شود.

## اثرات مصرف بیش از حد
مصرف مقادیر زیاد سوربیتول می‌تواند منجر به درد شکم، نفخ شکم و اسهال خفیف تا شدید شود. مصرف معمولی سوربیتول بیش از ۲۰ گرم (۰٫۷ اونس) در روز به عنوان آدامس بدون قند منجر به اسهال شدید، کاهش وزن ناخواسته یا حتی نیاز به بستری در بیمارستان شده است. در مطالعات اولیه، دوز ۲۵ گرم سوربیتول، که در طول روز خورده می‌شد، تنها در ۵ درصد از افراد اثر ملین داشت. هنگامی که مقادیر زیادی سوربیتول بلعیده می‌شود، تنها مقدار کمی از سوربیتول در روده کوچک جذب می‌شود و بیشتر سوربیتول وارد روده بزرگ می‌شود و در نتیجه اثرات گوارشی به همراه دارد.